# فرودگاه استیجاری اورلندو
 فرودگاه اجرایی اورلندو (به انگلیسی: Orlando Executive Airport) یک فرودگاه همگانی بهره‌برداری هوایی با کد یاتا ORL است که یک باند فرود آسفالت دارد و طول باند آن ۱۸۳۰ متر است. این فرودگاه در شهر اورلندو کشور ایالات متحده آمریکا قرار دارد و در ارتفاع ۳۴ متری از سطح دریا واقع شده است.